# 胡錦濤訪澳
胡錦濤訪澳指澳門回歸及澳門特別行政區政府成立後，中共中央總書記胡錦濤曾經在2004年、2009年訪問澳門。

## 2004年
2004年9月21日下午，時任中共中央總書記、國家主席、中央軍委主席胡錦濤在中南海會見第一任行政長官何厚鏵，正式接受邀請來澳出席澳門回歸五周年及第二屆特區政府的就職典禮。
2004年12月18日，澳門特別行政區政府公佈胡錦濤訪澳行程安排，包括出席慶祝澳門回歸祖國五周年大會暨澳門特別行政區第二屆政府就職典禮。先於12月19日下午將出席西灣大橋落成典禮，參觀多個景點，包括大三巴牌坊、劳工子弟学校，以及到草根阶层家居探访等，其後於同日晚上出席特區政府所設的隆重歡迎晚宴。12月20日上午，出席慶祝澳門回歸祖國五周年大會暨澳門特別行政區第二屆政府就職典禮，下午會見澳門各界人士。同時與時任香港行政長官董建華見面。

### 2004年12月19日
上午時分，胡錦濤乘坐專機抵達澳門國際機場，特區政府於機場舉行歡迎儀式，多位澳門特區政府官員、澳門中聯辦官員等均出席。
下午2時30分，由第一任澳門行政長官何厚鏵的陪同下主持西灣大橋落成典禮。胡錦濤在何厚鏵陪同下為紀念牌匾揭幕，並為大橋剪綵。何厚鏵在致辭時表示，它不但進一步完善了澳門整體的交通佈局，更透過其雙層及隧道式設計，正式的建構起半島與離島之間的全天候交通網絡。作為一個正在發展的外向型城市，完善交通基礎建設、暢順內外交通和聯繫網絡，肯定繼續成為澳門特區政府的施政重點。他在致詞中向曾經參與大橋策劃、設計、施工、命名等環節各個單位、人士和工友致意。
在出席西灣大橋落成典禮儀式後，胡錦濤參觀澳門多個景點、訪問學校及探訪家庭，與各階層市民親切接觸，了解市民的生活、學習和工作等各方面情況。胡錦濤伉儷一行在何厚鏵伉儷的陪同下，下午3時到達大三巴牌坊參觀，在回應記者時提示：「澳門的風光很好。」，隨後一行由大三巴牌坊步行前往澳門博物館及大炮台參觀，在離開前胡錦濤在博物館的紀念冊上題字。下午4時，胡錦濤一行抵達勞工子弟學校參觀，隨後於傍晚時分到澳門半島其中一大廈探訪一家庭。
晚上時分，胡錦濤率領的中央黨政機關代表團出席「慶祝中華人民共和國澳門特別行政區成立五周年晚宴」並致詞，充分肯定澳門回歸5周年來的發展。他表示，特區成立五周年，是我們奮進的新起點。我們必定繼續秉持愛國愛澳、以民為本的精神，意志堅定，團結互信，腳踏實地，前瞻望遠，一步一腳印地做好澳門各個領域的工作，不斷以新的成績，新的進步，新的素質，使「一國兩制」的偉大事業，帶着更加豐富的經驗和充實的內涵，持續地走向更大的成功，不辜負歷史賦予我們的使命，不辜負國家民族和全體澳門市民對我們的殷切期望。

### 2004年12月20日
上午9時30分，胡錦濤出席了於澳門文化中心舉行的慶祝澳門回歸祖國五周年大會暨澳門特別行政區第二屆政府就職典禮，在中共中央總書記兼國家主席胡錦濤監誓下，澳門特別行政區第二任行政長官何厚鏵宣誓就職；胡錦濤並為澳門特別行政區主要官員和檢察長的就職禮監誓；行政長官何厚鏵則為行政會委員的就職禮監誓。他在儀式後致辭並對澳門特別行政區政府和各界人士提出四點希望。
胡錦濤在出席澳門回歸五周年暨澳門特別行政區第二屆政府就職典禮後，會見澳門各界人士。他勉勵澳門各界加強團結、和衷共濟。同日亦會見中央駐澳機構代表。
下午4時45分，胡錦濤率領的中央黨政機關代表團結束訪澳行程，在離澳之前參觀解放軍駐澳部隊氹仔軍營並主持閱兵，隨後分別會見了中央駐澳機構代表及澳門各界人士。在離澳之前特區政府於旅遊活動中心舉行歡送儀式。

## 2009年
2009年12月16日，澳門特別行政區政府宣佈中共中央總書記、國家主席、中央軍委主席胡錦濤於2009年12月19日至20日來澳，出席慶祝澳門回歸祖國十周年活動及澳門特別行政區第三屆政府就職典禮。
2009年12月19日，政府公佈澳門回歸10周年慶祝活動安排，其中胡錦濤於當天抵澳出席澳門特區回歸祖國十周年活動，以及澳門特別行政區第三屆政府就職典禮。胡錦濤率領中央黨政機關代表團抵澳後，首先會主持澳門科學館開幕典禮，傍晚會出席特區政府所設的隆重歡迎晚宴，以及「慶祝澳門回歸十周年文藝晚會」。12月20日上午，胡錦濤出席「慶祝澳門回歸祖國十周年大會暨澳門特別行政區第三屆政府就職典禮」、檢閱中國人民解放軍駐澳門部隊，以及主持澳門大學新校區奠基禮。胡錦濤在澳期間，也將會見澳門各界人士。 

### 2009年12月19日
中午時分，胡錦濤乘坐專機抵達澳門國際機場，澳門特區政府於澳門國際機場舉行歡迎儀式，胡錦濤同時在機場停機坪向媒體發表簡短講話。離開澳門機場後前往新竹苑迎賓館會見當時即將卸任的行政長官何厚鏵，並高度評價何厚鏵過去十年的工作。
下午3時10分，胡錦濤在時任行政長官何厚鏵的陪同下，主持澳門科學館開幕典禮。胡錦濤在何厚鏵陪同下為紀念牌匾揭幕，並為科學館剪綵。開幕儀式後，胡錦濤一行步行至展覽中心，參觀「神舟七號」展品；隨後到六號展廳參觀「澳門輕軌系統講解展覽」，聽取工作人員介紹全自動無人駕駛膠輪輕軌系統，以及講解輕軌途經路線；一行並到五號展覽廳「科學快車廳」，觀看學生在互動展品系列區操作各種科學遊戲，如機械恐龍、風輪等。胡錦濤與在場50名澳門青少年學生親切對話。
下午時分，胡錦濤由時任行政長官何厚鏵、全國政協副主席、國務院港澳辦主任廖暉及中聯辦主任白志健的陪同下，前往氹仔探訪一個家庭。在離開之前送了一台LED電視給梁先生一家，並向梁先生的孫女送了一個洋娃娃，向男孫送了一部遙控音樂車。梁先生的太太則向胡錦濤送了一幅水墨畫，梁先生兩名孫兒則向胡錦濤送了一幅勞作作品。胡錦濤亦前往澳門家居棄置物處理中心參觀。在時任行政長官何厚鏵、運輸工務司司長劉仕堯及環境保護局局長張紹基等陪同下，參觀了中心內設置的環保基建設施沙盤、電力及土地效益展板，並親身到中央控制室瞭解棄置物處理的整個過程。他對中心內的廢棄物處理技術甚感興趣，期間與工作人員握手並致以問候。
胡錦濤會見了行政長官何厚鏵、特區主要官員、立法會主席、各級法院院長、檢察長及行政會委員。胡錦濤在會見時指出，今天在座的大多數人，在特區成立初期就擔任現職，十年來，在行政長官何厚鏵先生領導下，依照澳門基本法和其他有關法律的規定，各司其職，各盡其責，維護了澳門特區的良好管治，促進了澳門各項事業的發展，確保了「一國兩制」、「澳人治澳」、高度自治的方針在澳門全面貫徹實施。
傍晚時分，胡錦濤出席「慶祝中華人民共和國澳門特別行政區成立十周年晚宴」並發表講話。強調開創澳門更加美好的未來，既要堅持繼承，也要銳意創新。堅持繼承和銳意創新有機結合，我們才能在已有成就的基礎上繼續前進，不斷開創澳門發展新局面。胡錦濤亦宣佈，中央政府決定向澳門特別行政區贈送一對大熊貓，慶賀澳門特區成立十周年。

### 2009年12月20日
上午9時30分，慶祝澳門回歸祖國十周年大會暨澳門特別行政區第三屆政府就職典禮在澳門東亞運動會體育館隆重舉行。在中共中央總書記兼國家主席胡錦濤監誓下，澳門特別行政區第三任行政長官崔世安宣誓就職；接著由胡錦濤監誓，在崔世安帶領下，澳門特別行政區主要官員和檢察長宣誓就職。隨後新任行政長官崔世安為行政會委員的就職禮監誓。胡錦濤在儀式中發表重要講話。他指出「一國兩制」在澳門的成功實踐，為澳門發展譜寫出新的輝煌篇章，為國家發展增添了奪目光彩；並相信新一屆澳門特別行政區政府一定能夠總結經驗、繼往開來，團結帶領廣大澳門市民把澳門建設得更加美好，並提出五點重要啟示。第三任行政長官崔世安表示定必貫徹執行「一國兩制」、「澳人治澳」、高度自治方針，全面落實《基本法》，服務國家及澳門，未來的工作要增強經濟適度多元，將重視會議展覽業、傳統工業的升級轉型、文化產業、服務業等。對胡錦濤的講話，將會認真學習及跟進有關工作。
在就職典禮後，胡錦濤隨即與崔世安會面。他首先祝賀崔世安就任澳門特區第三任行政長官。他表示，中央政府對崔世安高度信任，廣大澳門市民對他亦充滿期待；希望他不辱使命、不負重托，帶領澳門特區政府堅持貫徹「一國兩制」、「澳人治澳」、高度自治的方針，嚴格依照澳門基本法辦事，緊密團結澳門各界人士，把澳門各項建設事業推上一個新臺階。 胡錦濤強調，中央政府將全力支持行政長官崔世安和澳門特區政府的工作。澳門正站在一個新的歷史起點上，在以崔世安爲行政長官的新一屆政府領導下，澳門各界人士齊心協力，開拓創新，一定能夠開創澳門更加美好的明天。 崔世安感謝中央政府對澳門的關心和支持，並表示將牢記使命，恪盡職守，帶領特區政府和各界人士團結奮鬥，全力促進澳門更好更快發展。
下午時分，胡錦濤主持澳門大學新校區奠基禮。他希望將澳門大學建成一所具有一流設施、一流師資、一流人才、一流成果的世界一流大學，爲澳門特別行政區人才培養和經濟社會發展作出更大貢獻。隨後圓滿結束在澳門的各項活動並離開澳門。